# Objective structured clinical examination
L'Objective structured clinical examination o OSCE (in italiano traducibile come: Esaminazione clinica strutturata oggettiva) è un moderno tipo di esaminazione spesso usato nelle scienze della salute (audiologia, terapia occupazionale, optometria, ortottica, medicina, radiografia, medicina riabilitativa, dietologia, infermieristica farmacia, odontoiatria, paramedicina, medicina veterinaria).
É progettata per verificare le abilità cliniche e le competenze come comunicazione, esame clinico, prescrizione delle procedure mediche, tecniche di manipolazione articolare, posizionamento radiografico, valutazione di immagini radiografiche e interpretazione dei risultati.
É un approccio pratico e reale per coinvolgere gli esaminati e permettere di capire i fattori chiave che guidano i processi di decisione medica, e sfida il professionista ad essere innovativo e a rivelare i suoi errori nella gestione dei casi e a fornire uno spazio per migliorare il processo decisionale, basato su prove pratiche per le responsabilità del mondo reale.